# Pöbel
Pöbel (av lat. populus "folk") är en uppretad folkmassa med drag av masspsykos.
Pöbelvälde kallas plebokrati (av plebs) eller oklokrati (av grek. όχλος).
Pöbel är en benämning på en folkmassa. I svenskan används ordet nedsättande och syftar på medborgare i de lägre samhällsklasserna. 
Ursprungligen kommer ordet från det fornfranska substantivet peuble (fra. peuple), av latinets populus, folk. Jämför med mobb, ytterst av latinets mobile vulgus, "den obeständiga, opålitliga hopen".